# Adrian Breacker
Adrian Breacker (Adrian Francis Breacker; * 28. März 1934; † 23. Februar 2023 in Eynesbury, St Neots, Cambridgeshire) war ein britischer Sprinter.
1958 schied er bei den British Empire and Commonwealth Games in Cardiff über 100 Yards im Viertelfinale aus und siegte mit der englischen Mannschaft in der 4-mal-110-Yards-Staffel. Kurz danach gewann er bei den Leichtathletik-Europameisterschaften in Stockholm mit dem britischen Team Silber in der 4-mal-100-Meter-Staffel.
1957 wurde er Englischer Vizemeister über 100 Yards.

## Persönliche Bestzeiten
- 100 Yards: 9,8 s, 22. August 1959, Carshalton
- 100 m: 10,5 s, 1960